# Jocurile Paralimpice de vară din 2016
Jocurile Paralimpice de vară din 2016 sunt cea de-a 15-a ediție a Jocurilor Paralimpice, cea mai importantă competiție multisportivă pentru sportivi cu dizabilități, și primele organizate în America latină. S-au desfășurat în perioada 7–18 septembrie 2016 la Rio de Janeiro, Brazilia, după încheierea Jocurilor Olimpice de vară. Aproape 4.350 de sportivi din 176 de țări au participat și s-au împarțit 528 de medalii de aur în 23 de sporturi paralimpice.

## Orașe candidate
În anul 2001 Comitetul Internațional Paralimpic și Comitetul Internațional Olimpic au încheiat un acord de cooperare, care prevede că orașul câștigător al dreptului de a organiza Jocurile Olimpice va organizat și Jocurile Paralimpice, aplicându-se până în anul 2016 inclusiv – de atunci acordul a fost prelungit până în 2020. Pe 2 octombrie 2009, la Copenhaga, membri votanți ai CIO au decis ca orașul gazdă să fie Rio de Janeiro.
| City           | NOC                        | Runda 1 | Runda 2 | Runda 3 |
| Rio de Janeiro | Brazilia                   | 26      | 46      | 66      |
| Madrid         | Spania                     | 28      | 29      | 32      |
| Tokio          | Japonia                    | 22      | 20      | —       |
| Chicago        | Statele Unite ale Americii | 18      | —       | —       |

## Jocurile

### Sporturi paralimpice
Programul olimpic include 23 de sporturi, cuprinzând 528 de probe sportive. Paracanoe și paratriatlon sunt sporturi noi.
- Atletism paralimpic
- Baschet în fotoliu rulant
- Boccia
- Ciclism paralimpic
  -  Ciclism pe șosea
  -  Ciclism pe pistă
- Echitație
- Canotaj paralimpic
- Fotbal în 5
- Fotbal în 7
- Goalball
- Haltere paralimpice
- Judo paralimpic
- Navigație
- Natație paralimpică
- Paracanoe
- Paratriatlon
- Rugby în fotoliu rulant
- Scrimă în fotoliu rulant
- Tenis în fotoliu rulant
- Tenis de masă paralimpic
- Tir paralimpic
- Tir cu arcul paralimpic
- Volei paralimpic

### Locuri de desfășurare

Locuri de desfășurare ale Jocurilor Olimpice.

Jocurile Paralimpice de vară din 2015 își vor împărți majoritatea locurilor de desfășurare cu Jocurile Olimpice din același an. Cartierul Barra da Tijuca va găzdui cel mai mare număr al locurilor, restul fiind situat în cartierele Copacabana, Maracanã și Deodoro.

#### Cartierul Barra
- Arena Carioca 1: baschet în fotoliu rulant, rugby în fotoliu rulant
- Arena Carioca 2: boccia
- Arena Carioca 3: judo
- Arena Viitorului: goalball
- Centrul de Tenis Olimpic: fotbal în 5, tenis
- Pontal: ciclism pe șosea
- Riocentro: haltere (pavilion 1), tenis de masă (pavilion 3), volei (pavilion 6)
- Stadionul Acvatic Olimpic: natație
- Velodromul Olimpic din Rio: ciclism pe pistă

#### Cartierul Deodoro
- Arena Deodoro: fotbal în 7
- Arena Tineretului: scrimă în fotoliu rulant
- Centrul Olimpic de Tir: tir
- Centrul Olimpic de Echitație: echitație

#### Cartierul Maracanã
- Stadionul Maracanã: ceremonii de deschidere și de deschidere
- Stadionul Olimpic: atletism
- Sambadromul: tir cu arcul

#### Cartierul Copacabana
- Fortul Copacabana: paratriatlon
- Marina da Glória: navigație
- Stadionul Lagoa: paracanoe și canotaj

### Clasamentul pe medalii
Mai jos sunt listați primele zece țări (+ România) care au participat la Jocurile Paralimpice de vară din 2016.
Legendă
  *   Țara gazdă (Brazilia)
  **   România
| Loc | Țară                       | Aur | Argint | Bronz | Total |
| --- | -------------------------- | --- | ------ | ----- | ----- |
| 1   | China                      | 107 | 81     | 51    | 239   |
| 2   | Marea Britanie             | 64  | 39     | 44    | 147   |
| 3   | Ucraina                    | 41  | 37     | 39    | 117   |
| 4   | Statele Unite ale Americii | 40  | 44     | 31    | 115   |
| 5   | Australia                  | 22  | 30     | 29    | 81    |
| 6   | Germania                   | 18  | 25     | 14    | 57    |
| 7   | Olanda                     | 17  | 19     | 26    | 62    |
| 8   | Brazilia                   | 14  | 29     | 29    | 72*   |
| 9   | Italia                     | 10  | 14     | 15    | 39    |
| 10  | Polonia                    | 9   | 18     | 12    | 39    |
| 76  | România                    | 0   | 0      | 1     | 1**   |